# Скоморошки (Тульская область)
Скоморошки — село в Дубенском районе Тульской области России.
В рамках административно-территориального устройства входит в Гвардейский сельский округ Дубенского района, в рамках организации местного самоуправления включается в Воскресенское сельское поселение .

## География
Расположено в 8 км к югу от районного центра, посёлка городского типа Дубна, и в 46 км к западу от областного центра. 

## История
До 2005 года село являлось центром Скоморошинского сельского округа.

## Население
| 2002 | 2010 |
| ---- | ---- |
| 378  | ↗379 |